# Seznam kulturních památek v Blažejově
Tento seznam nemovitých kulturních památek v obci Blažejov v okrese Jindřichův Hradec vychází z  Ústředního seznamu kulturních památek ČR, který na základě zákona č. 20/1987 Sb., o státní památkové péči, vede Národní památkový ústav jako ústřední organizace státní památkové péče. Údaje jsou průběžně upřesňovány, přesto mohou obsahovat i řadu věcných a formálních chyb a nepřesností či být neaktuální. 
Pokud byly některé části dotčeného území vyčleněny do samostatných seznamů, měly by být odkazy na tyto dílčí seznamy uvedeny v úvodu tohoto seznamu nebo v úvodu příslušné sekce seznamu.

## Blažejov
| Památka                          | Fotografie                                                             | Rejstříkové číslo v ÚSKP                                                             | Sídelní útvar                                               | Poloha                                      | Popis a poznámky |
| -------------------------------- | ---------------------------------------------------------------------- | ------------------------------------------------------------------------------------ | ----------------------------------------------------------- | ------------------------------------------- | --- |
| Kostel svaté Alžběty (Q29981655) | \| \| \| \| \| \|                                                      | 36327/3-1759 Pam. katalog MIS                                                        | Blažejov                                                    | st. 23 49°8′32,21″ s. š., 15°5′49,51″ v. d. | Farní kostel sv. Alžběty je situovaný na mírném návrší ve vsi. Mohutná blokovitě působící pseudorománská stavba s připojenou částečně původní gotickou věží. Původní kostel vystavěn ve 14. století, zásadní úprava v letech 1863–1864. Jednolodní kostel obdélného půdorysu s mělkým odsazeným pravoúhle uzavřeným presbytářem a hranolovou věží s jehlancovou střechou připojenou k jihozápadnímu nároží lodi, k jižní straně presbytáře přiléhá obdélná sakristie. Do hmoty lodě vloženy dvě mělké postranní kaple přesahující hmotu bočních stěn lodi. · Poznámka: Původně byla jako památka zapsána jen věž s gotickým portálem v přízemí, v roce 2001 byla ochrana rozšířena na celý kostel. · Památkově chráněno od roku 1963. |
|                                  | Kategorie „Church of Saint Elizabeth (Blažejov) “ na Wikimedia Commons | Hledat fotografie a kategorie ve Wikimedia Commons podle rejstříkového čísla památky | Nahrát snímek k tomuto tématu do úložiště Wikimedia Commons |                                             | |

## Dvoreček
| Památka                  | Fotografie                                      | Rejstříkové číslo v ÚSKP                                                             | Sídelní útvar                                               | Poloha | Popis a poznámky |
| ------------------------ | ----------------------------------------------- | ------------------------------------------------------------------------------------ | ----------------------------------------------------------- | --- | --- |
| Vítkův hrádek (Q2536208) | \| \| \| \| \| \|                               | 36150/3-1758 Pam. katalog MIS                                                        | Dvoreček                                                    | severozápadně od Blažejova, na ostrohu nad Hamerským potokem, pp. 105 49°8′40,51″ s. š., 15°5′41,7″ v. d. | Zřícenina hradu z první poloviny 13. století se nachází na zalesněném skalnatém ostrohu nad Hamerským potokem severozápadně od obce Blažejov. Má přibližně nepravidelný trojúhelníkový půdorys se základnou obrácenou k severovýchodu. K roku 1458 je hrádek zmiňován již jako pustý. Od strany přístupu bylo hradiště chráněno dvěma hliněnými valy s hlubokými příkopy, kromě toho obehnáno zdí s branou, ke které na severovýchodní straně byly přistavěna obytná budova o třech prostorech, jejíž zdivo spolu se severním nárožím hradby se v torzu zachovalo. V západní části nádvoří stávala pravděpodobně volně válcová věž, po níž zbyly patrné pouze stopy v terénu. Dochovány stopy valů v terénu, hliněné, zpevněné kamenem. · Památkově chráněno od roku 1963. |
|                          | Kategorie „Vítkův hrádek “ na Wikimedia Commons | Hledat fotografie a kategorie ve Wikimedia Commons podle rejstříkového čísla památky | Nahrát snímek k tomuto tématu do úložiště Wikimedia Commons | | |

## Malý Ratmírov
| Památka                     | Fotografie        | Rejstříkové číslo v ÚSKP                                                             | Sídelní útvar                                               | Poloha                                                | Popis a poznámky |
| --------------------------- | ----------------- | ------------------------------------------------------------------------------------ | ----------------------------------------------------------- | ----------------------------------------------------- | --- |
| Usedlost čp. 11 (Q33250994) | \| \| \| \| \| \| | 33957/3-1760 Pam. katalog MIS                                                        | Malý Ratmírov                                               | Malý Ratmírov 11 49°8′36,45″ s. š., 15°7′20,77″ v. d. | Zemědělská usedlost stojí v západní části obce ve svahu u silnice vedoucí kolem rybníka. Na západní straně je situováno obytné stavení, na které kolmo na severu navazuje stodola. Datace na štítě 1834. · Památkově chráněno od roku 1963. |
|                             |                   | Hledat fotografie a kategorie ve Wikimedia Commons podle rejstříkového čísla památky | Nahrát snímek k tomuto tématu do úložiště Wikimedia Commons |                                                       | |

## Oldřiš
|  | Kategorie „Oldřiš (Blažejov) čp28 “ na Wikimedia Commons | Hledat fotografie a kategorie ve Wikimedia Commons podle rejstříkového čísla památky | Nahrát snímek k tomuto tématu do úložiště Wikimedia Commons |  |

|  | Kategorie „Column shrine in Oldřiš (Blažejov) “ na Wikimedia Commons | Hledat fotografie a kategorie ve Wikimedia Commons podle rejstříkového čísla památky | Nahrát snímek k tomuto tématu do úložiště Wikimedia Commons |  |

|  | Kategorie „Stone bowl in Oldřiš (Blažejov) “ na Wikimedia Commons | Hledat fotografie a kategorie ve Wikimedia Commons podle rejstříkového čísla památky | Nahrát snímek k tomuto tématu do úložiště Wikimedia Commons |  |

## Mutyněves
| Památka                     | Fotografie        | Rejstříkové číslo v ÚSKP                                                             | Sídelní útvar                                               | Poloha                                                   | Popis a poznámky |
| --------------------------- | ----------------- | ------------------------------------------------------------------------------------ | ----------------------------------------------------------- | -------------------------------------------------------- | --- |
| Usedlost čp. 13 (Q33251624) | \| \| \| \| \| \| | 16512/3-2038 Pam. katalog MIS                                                        | Mutyněves                                                   | Mutyněves 13, náves 49°9′48,52″ s. š., 15°7′35,15″ v. d. | Rozsáhlý areál zděné zemědělské usedlosti nacházející se na jihovýchodním okraji návsi. Průčelí hlavní a boční severní je členěné lizénovými rámy. Vlastní jádro domu může být cca z 2. poloviny 18. století. Vlevo obytné stavení, sýpka, chlévy, vpravo kolna, vzadu stodola. Část chlévů je zřícená, ve dvoře slepičárna a různé novodobé přístavky bez památkové ochrany. Areál je obehnán ohradní zdí. · Památkově chráněno od roku 1963. |
|                             |                   | Hledat fotografie a kategorie ve Wikimedia Commons podle rejstříkového čísla památky | Nahrát snímek k tomuto tématu do úložiště Wikimedia Commons |                                                          | |